# Namibië op de Olympische Jeugdzomerspelen 2010
Namibië nam deel aan de Olympische Jeugdzomerspelen 2010 in Singapore, de eerste editie van de Olympische Jeugdspelen.

## Deelnemers en resultaten
(m) = mannen, (v) = vrouwen 

### Atletiek
| Olympiër              | Discipline | Resultaat | Prestatie                                             |
| --------------------- | ---------- | --------- | ----------------------------------------------------- |
| Julia Handyene        | 1000 m (v) | 16e       | kwalificatie serie 1: 3.04,29 (10e) A-finale: 3.00,64 |
| Ndapandula Nghinaunye | 3000 m (v) | 8e        | kwalificatie: 10.04,53 (9e) A-finale: 10.08,62        |

### Gymnastiek
| Olympiër      | Discipline       | Resultaat | Prestatie                                                                                |
| ------------- | ---------------- | --------- | ---------------------------------------------------------------------------------------- |
| Anica Profitt | rsg meerkamp (v) | 18e       | 73.100 punten 16.450 (18e) bal 19.150 (18e) hoepel 18.00 (18e) knotsen 18.600 (18e) lint |

### Triatlon
| Olympiër    | Discipline | Resultaat | Prestatie         |
| ----------- | ---------- | --------- | ----------------- |
| Abrahm Louw | jongens    | 5e        | 55.28,99 (+47,50) |

### Worstelen
| Olympiër        | Discipline                    | Resultaat | Prestatie                                                                                       |
| --------------- | ----------------------------- | --------- | ----------------------------------------------------------------------------------------------- |
| Jason Afrikaner | grieks-romeins, tot 58 kg (m) | 4e        | groep A: (2e) 4-0 HUN Adrian Kranitz 0-3 KGZ Urmatbek Amatov om brons: 0-3 RUS Artur Suleymanov |

### Zwemmen
| Olympiër      | Discipline     | Resultaat | Prestatie                |
| ------------- | -------------- | --------- | ------------------------ |
| Quinton Delie | 100 m vrij (m) | 40e       | 1R serie 3: 54,40 (8e)   |
| Quinton Delie | 200 m vrij (m) | 39e       | 1R serie 2: 1.59,83 (7e) |

Afghanistan · Albanië · Algerije · Amerikaanse Maagdeneilanden · Amerikaans-Samoa · Andorra · Angola · Antigua en Barbuda · Argentinië · Armenië · Aruba · Australië · Azerbeidzjan · Bahama's · Bahrein · Bangladesh · Barbados · België · Belize · Benin · Bermuda · Bhutan · Bolivia · Bosnië en Herzegovina · Botswana · Brazilië · Britse Maagdeneilanden · Brunei · Bulgarije · Burkina Faso · Burundi · Cambodja · Canada · Centraal-Afrikaanse Republiek · Chili · China · Chinees Taipei · Colombia · Comoren · Congo-Brazzaville · Congo-Kinshasa · Cookeilanden · Costa Rica · Cuba · Cyprus · Denemarken · Djibouti · Dominica · Dominicaanse Republiek · Duitsland · Ecuador · Egypte · El Salvador · Equatoriaal-Guinea · Eritrea · Estland · Ethiopië · Fiji · Filipijnen · Finland · Frankrijk · Gabon · Gambia · Georgië · Ghana · Grenada · Griekenland · Groot-Brittannië · Guam · Guatemala · Guinee · Guinee‑Bissau · Guyana · Haïti · Honduras · Hongarije · Hongkong · Ierland · IJsland · India · Indonesië · Irak · Iran · Israël · Italië · Ivoorkust · Jamaica · Japan · Jemen · Jordanië · Kaaimaneilanden · Kaapverdië · Kameroen · Kazachstan · Kenia · Kirgizië · Kiribati · Koeweit · Kroatië · Laos · Lesotho · Letland · Libanon · Liberia · Libië · Liechtenstein · Litouwen · Luxemburg · Macedonië · Madagaskar · Malawi · Malediven · Maleisië · Mali · Malta · Marshalleilanden · Marokko · Mauritanië · Mauritius · Mexico · Micronesië · Moldavië · Monaco · Mongolië · Montenegro · Mozambique · Myanmar · Namibië · Nauru · Nederland · Nederlandse Antillen · Nepal · Nicaragua · Nieuw-Zeeland · Niger · Nigeria · Noord-Korea · Noorwegen · Oeganda · Oekraïne · Oezbekistan · Oman · Oostenrijk · Oost‑Timor · Pakistan · Palau · Palestina · Panama · Papoea-Nieuw-Guinea · Paraguay · Peru · Polen · Portugal · Puerto Rico · Qatar · Roemenië · Rusland · Rwanda · Saint Kitts en Nevis · Saint Lucia · Saint Vincent en Grenadines · Salomonseilanden · Samoa · San Marino · Sao Tomé en Principe · Saoedi-Arabië · Senegal · Servië · Seychellen · Sierra Leone · Singapore · Slovenië · Slowakije · Soedan · Somalië · Spanje · Sri Lanka · Suriname · Swaziland · Syrië · Tadzjikistan · Tanzania · Thailand · Togo · Tonga · Trinidad en Tobago · Tsjaad · Tsjechië · Tunesië · Turkije · Turkmenistan · Tuvalu · Uruguay · Vanuatu · Venezuela · Verenigde Arabische Emiraten · Verenigde Staten · Vietnam · Wit-Rusland · Zambia · Zimbabwe · Zuid-Afrika · Zuid-Korea · Zweden · Zwitserland